# Nya Zeelands historia

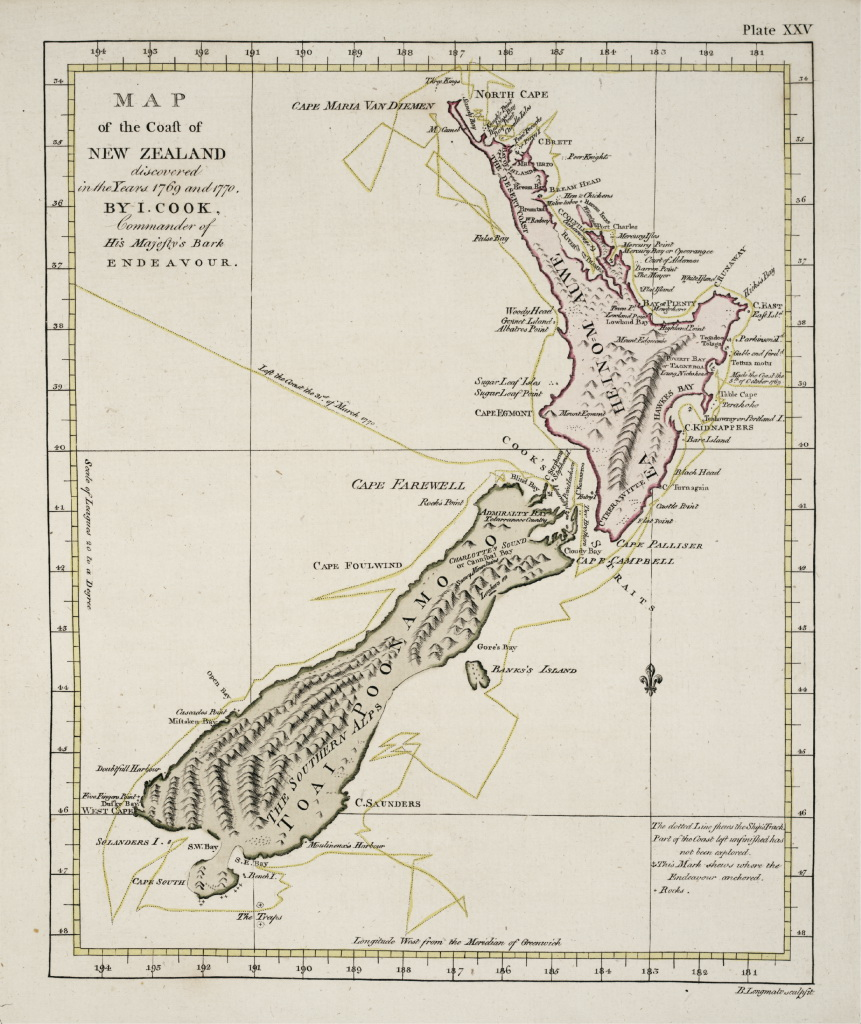
Den första kartan över Nya Zeeland av James Cook.

Den här artikeln behandlar Nya Zeelands historia. Nya Zeeland var bland de sista större landområdena att bli befolkat. De polynesiska urinvånarna, maorierna, ankom troligen någon gång mellan år 500 och 1300 e.Kr. De första européerna som nådde Nya Zeeland leddes av den holländske upptäcktsresanden Abel Tasman 1642. Området fick först namnet Staaten Landt, men namnet ändrades senare till Nieuw Zeeland efter den holländska provinsen Zeeland. Öarna kartlades mer noggrant av James Cook 1769 till 1770.
Detta förde med säljägare, och från 1790-talet tillfällig brittisk bosättning. Omkring 1800 blev Nya Zeeland en mer stadigvarande utgångspunkt för säl och valfångst längre söderut, men bosättningen var oorganiserad. Flera svåra sammanstötningar ägde rum mellan maorierna och européer. Från 1814 missionerade Samuel Marsden bland maorierna, samtidigt som han intresserade sig för att öppna upp handel på öarna. På grund av de ständiga stamkrigen och konflikter med kolonisatörerna kom någon sådan inte till stånd. Omkring 1830 började de första européerna att bedriva jordbruk på öarna, samtidigt som handeln på Nya Zeeland ökade i betydelse. Det ledde samtidigt till att konflikterna med maorierna skärptes.
1839 införlivades Nya Zeeland med New South Wales. William Hobson slöt i Waitangi 6 februari 1840 det så kallade Waitangitraktatet med maorierna där hövdingarna på öarna ställde sig under brittiska drottningens överhöghet, varemot de garanterades egendomsrätt och brittiska undersåtars rättigheter. Detta fördrag korsade planerna från Nyzeeländska kompaniet som bildats 1839 av Edward Gibbon Wakefield, och från australiska spekulanter. Dessa hade under lagligt tvivelaktiga former gjort stora jorduppköp på Nya Zeeland. Hobson, som blev Nya Zeelands guvernör sedan det i november-december 1840 blivit självständigt från Australien, kämpade mot kompaniets intressen i enlighet med Waitangifördraget. Kompaniet lyckades dock genom mäktiga gynnare i London få vissa undantag från fördraget, vilket ledde till konflikter med maorierna.
Māori-styrkor ledda av hövdingarna Kawiti och Hone Heke förstörde den 11 mars 1845 den brittiska bosättningen i Kororareka vilket inledde "Flaggstångskriget" som utkämpades 11 mars 1845 till 11 januari 1846.
1852 fick Nya Zeeland en författning ("Constitution act") och från 1856 tillämpades ett parlamentariskt system. Under 1860- och 1870-talen upptäcktes guldfyndigheter och en betydande fåravel började bedrivas. Invandringen tog fart och understöddes och stora statliga arbeten utfördes under Julius Vogels ledning. 1861-71 rasade dock på nytt svåra maoristrider på Nordön.
Under lågkonjunkturen på 1880-talet drabbades Nya Zeeland av svåra finansiella problem. Från 1891 leddes Nya Zeeland av ett "Framstegsparti" ("liberal labour") som under Richard Seddon genomförde en rad politiska och sociala reformer, särskilt i arbetarvänlig riktning, vilka gjorde Nya Zeeland till ett föregångsland i detta avseende. Redan 1879 hade allmän rösträtt för män införts. 1893 infördes rösträtt för kvinnor, 1894 en rad arbetarlagar, 1894 antogs Industrial conciliation and arbitration act om skiljedom i arbetstvister, 1898 statlig ålderspension och omkring 1900 ett statligt försäkringsväsen.
Mot framstegspartiet reste sig under 1900-talets början en konservativare partibildning, Reform party, samt ett radikalare Labour party. 1912 kom Reform party till makten. Under första världskriget, då Nya Zeeland bidrog med 100.000 man till Ententens trupper, leddes Nya Zeeland av eförsta premiärminister. Oavhängigheten blev fullbordad av det nyzeeländska parlamentet år 1947. Sedan dess har Nya Zeeland varit en självständig konstitutionell monarki under det brittiska Samväldet. 